# 青森県道26号青森五所川原線

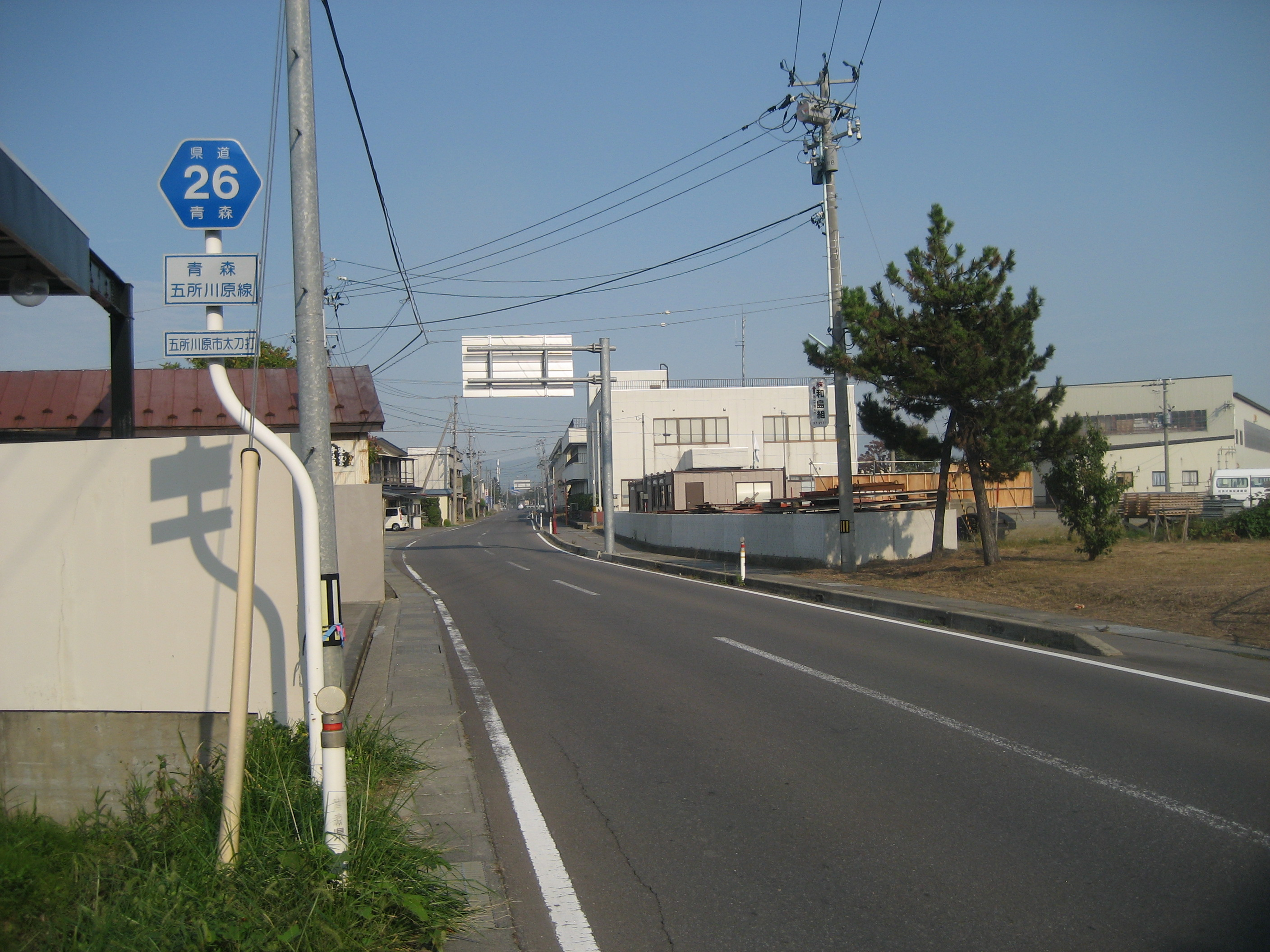
五所川原市太刀打付近

青森県道26号青森五所川原線（あおもりけんどう26ごう あおもりごしょがわらせん）は青森県青森市から五所川原市に至る県道（主要地方道）である。愛称は津軽あすなろライン。

## 概要
青森市油川の起点で国道280号から南西へ分岐し、津軽半島を横断し、五所川原市太刀打で津軽自動車道（国道101号浪岡五所川原道路）の高架下で国道339号に接続する。
津軽半島を横断する中山山脈をはさむ区間は冬季に閉鎖される。
津軽半島を横断する県道は、ほかに青森県道2号屏風山内真部線・青森県道12号鰺ケ沢蟹田線がある。

### 路線データ
- 起点 : 青森市（国道280号交点）[2]
- 終点 : 五所川原市（国道339号交点）[2]
- 冬期交通規制区間 : 青森市新城天田内 - 五所川原市飯詰影日沢（12月上旬 - 4月中旬）

## 歴史
1933年（昭和8年）に津軽急行自動車が国有林道を拡張し、バス専用道路として造り上げ、1961年には県道に認定されている。
- 1961年（昭和36年）2月10日 - 県道に認定される[2]。
- 1993年（平成5年）5月11日 - 建設省により県道青森五所川原線が主要地方道青森五所川原線に指定される[3]。

## 路線状況

### 重複区間
- 青森県道36号五所川原金木線（五所川原市飯詰 地内）

## 地理

### 通過する自治体
- 青森市
- 五所川原市

### 交差する道路
- 国道280号（青森市、起点）
- 国道280号内真部バイパス（青森市）
- 青森県道36号五所川原金木線（五所川原市飯詰）
- 青森県道279号津軽飯詰停車場線（五所川原市飯詰）
- 国道339号（五所川原市、終点）

### 沿線の施設など
- JR東日本津軽線油川駅
- 青森市立油川中学校
- 青森県立青森北高等学校
- 野木和湖
- 飯詰ダム
- 五所川原市立いずみ小学校
- 津軽鉄道津軽鉄道線津軽飯詰駅